# Йосипой, Мариус
Мариус Йосипой (рум. Marius Iosipoi; род. 28 апреля 2000, Яловены, Молдавия) — молдавский футболист, крайний полузащитник клуба «Петрокуб» и сборной Молдавии.

## Биография
Воспитанник клуба ЦСКА-Буюкань (Кишинёв). В 2018 году перешёл в клуб высшего дивизиона Румынии «Политехника» (Яссы), но играл только за младшие команды. В 2019 году вернулся в свой прежний клуб, переименованный в «Дачия Буюкань». В сезоне 2019 года стал серебряным призёром Дивизии «А» (второй дивизион) и вошёл в десятку лучших бомбардиров турнира с 13 голами. Осенью 2020 года играл в составе «Дачии» в высшем дивизионе Молдавии, провёл 19 матчей и забил один гол.
В начале 2021 года перешёл на правах аренды в российский клуб первенства ФНЛ «Велес» (Москва).
Выступал за молодёжную сборную Молдавии. 28 марта 2021 года дебютировал в национальной сборной Молдавии в отборочном матче чемпионата мира против Дании (0:8), заменив на 54-й минуте Сергея Плэтикэ.